# 사탄동항
사탄동항(沙灘洞港)은 인천광역시 옹진군 대청면 대청4리에 있는 소규모 어항이다.

## 어항 연혁
- 2006년 6월 13일 인천광역시장이 어촌어항법 제17조 규정에 의하여 지방어항 지정을 해제하였다.[1]

## 어항 구역
지방어항 해제 당시의 어항구역은 다음과 같다.(면적: 250,000m2)
- 수역: 사탄항 방파제 기부에서 외항측으로 50m 떨어져서 대안 돌출부를 연결하는 선내구역
- 육역: 미상